# 츠펑시
츠펑(몽골어: (Ulaɣanqada), Улаанхад(울란하드), 중국어: 赤峰, 병음: Chìfēng)은 내몽골 자치구 남동부에 위치하는 시이다. 츠펑은 몽골어의 울란하드(붉은 산)에서 유래되었다.

## 역사
고고학적인 연구에 따르면 츠펑 지역의 인간의 존재는 거의 1만년 전으로 거슬러올라가고 문화적인 역사는 8천년 전으로 거슬러 올라갈 수 있다. 홍산문화의 대표적인 유물과 유적들, 초원 청동 문화, 친단 요 문화, 몽골-원 문화가 츠펑 지역에서 발견된다. "싱룽거우 문화"로 불리는 고대 마을 유적은 역사가들에게 "중국의 첫 번째 마을"로 여겨진다. 가장 큰 옥룡(Jade Dragon)이 이곳에서 발굴되었고 "중국의 첫 번째 용"으로 불린다. 현재까지 발견된 고대 문화의 유물과 유적은 6800곳이 넘는다. 츠펑은 요나라의 정치, 경제, 문화의 중심지로 요의 상경(上京) 유적이 시역 내에 위치한다. 요의 멸망 후에는 몽골 민족이 살았고, 청대에는 자오우다 맹(昭烏達盟)으로 불렸다. 중화민국 시대와 만주국 시대에는 러허 성의 관할이 되었고, 1955년, 러허 성의 폐지에 의해 내몽골 자치구에 편입되었다. 1983년에 자오우다 맹이 폐지되고 츠펑 시가 설치되었다.

## 지리
북쪽과 서쪽으로 시린궈러 맹, 동쪽으로 퉁랴오 시, 남쪽으로 랴오닝성 차오양 시 및 허베이성 청더 시와 접한다.
연평균 기온은 7.8 °C이고 1월 평균기온은 −10.2 °C, 7월 평균기온은 23.8 °C이다.
| 츠펑시의 기후                                | 츠펑시의 기후 | 츠펑시의 기후 | 츠펑시의 기후 | 츠펑시의 기후 | 츠펑시의 기후 | 츠펑시의 기후 | 츠펑시의 기후 | 츠펑시의 기후 | 츠펑시의 기후 | 츠펑시의 기후 | 츠펑시의 기후 | 츠펑시의 기후 | 츠펑시의 기후 |
| 월                                           | 1월           | 2월           | 3월           | 4월           | 5월           | 6월           | 7월           | 8월           | 9월           | 10월          | 11월          | 12월          | 연간          |
| -------------------------------------------- | ------------- | ------------- | ------------- | ------------- | ------------- | ------------- | ------------- | ------------- | ------------- | ------------- | ------------- | ------------- | ------------- |
| 역대 최고 기온 °C (°F)                       | 11.3 (52.3)   | 20.4 (68.7)   | 28.2 (82.8)   | 33.8 (92.8)   | 39.0 (102.2)  | 39.8 (103.6)  | 40.4 (104.7)  | 37.8 (100.0)  | 34.6 (94.3)   | 29.4 (84.9)   | 22.2 (72.0)   | 15.6 (60.1)   | 40.4 (104.7)  |
| 일평균 최고 기온 °C (°F)                     | −3.1 (26.4)   | 1.2 (34.2)    | 8.1 (46.6)    | 17.0 (62.6)   | 24.0 (75.2)   | 27.8 (82.0)   | 29.6 (85.3)   | 28.3 (82.9)   | 23.7 (74.7)   | 15.8 (60.4)   | 5.4 (41.7)    | −1.6 (29.1)   | 14.7 (58.4)   |
| 일일 평균 기온 °C (°F)                       | −10.2 (13.6)  | −6.4 (20.5)   | 0.9 (33.6)    | 9.8 (49.6)    | 17.2 (63.0)   | 21.4 (70.5)   | 23.8 (74.8)   | 22.1 (71.8)   | 16.5 (61.7)   | 8.5 (47.3)    | −1.4 (29.5)   | −8.4 (16.9)   | 7.8 (46.1)    |
| 일평균 최저 기온 °C (°F)                     | −15.9 (3.4)   | −12.6 (9.3)   | −5.6 (21.9)   | 3.0 (37.4)    | 10.4 (50.7)   | 15.5 (59.9)   | 18.5 (65.3)   | 16.6 (61.9)   | 10.1 (50.2)   | 2.4 (36.3)    | −6.7 (19.9)   | −13.7 (7.3)   | 1.8 (35.3)    |
| 역대 최저 기온 °C (°F)                       | −27.8 (−18.0) | −26.5 (−15.7) | −23.9 (−11.0) | −13.9 (7.0)   | −2.8 (27.0)   | 3.0 (37.4)    | 11.0 (51.8)   | 5.5 (41.9)    | −2.3 (27.9)   | −11.1 (12.0)  | −22.8 (−9.0)  | −25.9 (−14.6) | −27.8 (−18.0) |
| 평균 강수량 mm (인치)                        | 1.2 (0.05)    | 2.5 (0.10)    | 6.7 (0.26)    | 18.4 (0.72)   | 36.6 (1.44)   | 69.5 (2.74)   | 114.6 (4.51)  | 73.1 (2.88)   | 32.1 (1.26)   | 21.0 (0.83)   | 6.7 (0.26)    | 1.3 (0.05)    | 383.7 (15.1)  |
| 평균 강수일수 (≥ 0.1 mm)                     | 1.5           | 1.6           | 2.8           | 4.2           | 7.5           | 12.7          | 12.9          | 10.1          | 6.9           | 4.1           | 2.8           | 1.4           | 68.5          |
| 평균 강설일수                                | 2.3           | 2.4           | 3.4           | 1.9           | 0.2           | 0.0           | 0.0           | 0.0           | 0.0           | 1.3           | 2.8           | 2.2           | 16.5          |
| 평균 상대 습도 (%)                           | 44            | 40            | 37            | 37            | 39            | 55            | 65            | 66            | 57            | 49            | 49            | 47            | 49            |
| 평균 월간 일조시간                           | 215.4         | 219.3         | 261.9         | 262.6         | 287.5         | 264.8         | 267.0         | 272.7         | 257.2         | 244.6         | 203.8         | 200.9         | 2,957.7       |
| 가능 일조율                                  | 73            | 73            | 70            | 65            | 63            | 58            | 58            | 64            | 70            | 72            | 70            | 71            | 67            |
| 출처 1: 중국기상국 (평년값: 1991년~2020년)   |               |               |               |               |               |               |               |               |               |               |               |               |               |
| 출처 2: Pogodaiklimat.ru (극값: 1936년~현재) |               |               |               |               |               |               |               |               |               |               |               |               |               |

## 경제
도시의 주요 산업은 금융, 보험, 통신, 유통, 병참, 호텔과 식당, 레저와 오락이 포함된다. 24km2 면적의 첨단 산업구가 있다.
"제10차 5개년 계획" 기간에 츠펑은 자원 개발을 강화하고 서부 개발의 역사적인 기회를 잡음으로써 "생태 기반을 세우고 공업을 강화하며 과학과 교육이 번영하는" 전략을 수행했다.
이 전략에 따라 츠펑은 환경 기준을 강화하고 도시 기반 시설을 건설하고 농업과 축산업의 산업화, 공업화, 도시화를 촉진하였으며 서비스업의 개발과 현급 경제의 장려를 통해 경제 규모의 확장과 공업 수준의 향상, 핵심 경쟁력의 강화를 꾀하였다.
결과적으로 사회적인 경제는 빠르게 개발되었다. 현재 산업 경제 체계는 광물, 에너지, 의료, 식품이 지배적이고 농축산 산업화 개발 구조는 고기, 우유, 야채가 지배적이다. 츠펑은 내몽골 동부의 농업, 축산업, 공업 기지가 되었다. "제9차 5개년 계획" 말과 비교해서 시의 GDP와 재정 수입은 두 배가 되었고 고정 투자 자산은 네 배가 되었다.
2005년 시의 GDP는 345억 6천만 위안에 달했고 재정 수입은 31억 5천만 위안에 달했으며 고정 투자 자산은 231억 위안, 사회적인 소비량은 137억 위안에 달했다. 도시 주민의 1인당 순수입은 7572위안이었고 농민과 목동의 평균 순수입은 2817위안이었다.

## 광물 자원
70종이 넘는 광물이 매장되어있다. 석탄, 석유, 가스와 철, 주석, 아연, 납, 금, 은, 몰리브덴이 많이 매장되어있다. 비금속 광물로 석회석, 대리석, 형석, 규소, 펄라이트, 벤토나이트가 포함된다.
옥수수, 쌀, 기장과 같은 작물이 지배적인 작물이고 콩, 메밀, 해바라기씨유, 설탕무, 담배, 중국 약초와 같은 환금 작물이 생산된다. 연간 곡물 생산량은 60억 근에 달한다. 농업 시설은 온실과 추위를 막는 오두막을 특징으로 하고 면적은 22만 무에 이른다. 시의 초원의 면적은 8900무이다. 사육되는 가축 수는 1400만 마리가 넘는다.

## 인구
2004년 츠펑의 인구는 443만 5737명으로 인구 밀도는 49.14명/km2이었다.
| 민족     | 인구      | 비율   |
| -------- | --------- | ------ |
| 한족     | 3,441,581 | 77.58% |
| 몽골족   | 830,357   | 18.72% |
| 만주족   | 128,656   | 2.9%   |
| 후이족   | 31,122    | 0.7%   |
| 한국인   | 1,614     | 0.04%  |
| 좡족     | 402       | 0.01%  |
| 다우르족 | 386       | 0.01%  |
| 기타     | 1,619     | 0.04%  |

## 행정 구역
3개의 시할구, 2개의 현, 7개의 기를 관할한다.
| 구역명        | 간자         | 병음           | 면적   | 인구    | 츠펑시 행정구역도 |
| ------------- | ------------ | -------------- | ------ | ------- | ----------------- |
| 시할구        |              |                |        |         |                   |
| 훙산 구       | 红山区       | Hóngshān Qū    | 170    | 347,555 |                   |
| 위안바오산 구 | 元宝山区     | Yuánbǎoshān Qū | 867    | 322,718 |                   |
| 쑹산 구       | 松山区       | Sōngshān Qū    | 5,955  | 519,567 |                   |
| 현            |              |                |        |         |                   |
| 닝청 현       | 宁城县       | Níngchéng Xiàn | 4,305  | 598,116 |                   |
| 린시 현       | 林西县       | Línxī Xiàn     | 3,933  | 238,312 |                   |
| 기            |              |                |        |         |                   |
| 아루커얼친 기 | 阿鲁科尔沁旗 | Ālǔkē'ěrqìn Qí | 14,555 | 299,293 |                   |
| 바린 좌기     | 巴林左旗     | Bālín Zǔo Qí   | 6,713  | 358,594 |                   |
| 바린 우기     | 巴林右旗     | Bālín Yòu Qí   | 9,837  | 181,179 |                   |
| 커스커텅 기   | 克什克腾旗   | Kèshíkèténg Qí | 20,673 | 250,940 |                   |
| 웡뉴터 기     | 翁牛特旗     | Wēngniútè Qí   | 11,882 | 475,055 |                   |
| 카라친 기     | 喀喇沁旗     | Kālǎqìn Qí     | 3,050  | 341,773 |                   |
| 아오한 기     | 敖汉旗       | Áohàn Qí       | 8,294  | 594,594 |                   |